# Cha-am (stad)
Cha-am (Thais: ชะอำ) is een plaats in het district Cha-am in de provincie Phetchaburi in Thailand. De plaats is een populaire badplaats en ligt vlak bij de stad Hua Hin.
In Cha-am is de enige Amerikaanse universiteit van Thailand, de Webster Universiteit. De campus in Cha-am heeft meer dan 300 studenten van verschillende landen. Cha-am is ook bekend vanwege het strand en de vele hotels en resorts aldaar.